# Alte Feuerwache (Berlin-Friedrichshain)
Die Alte Feuerwache im Ortsteil Friedrichshain des Berliner Bezirks Friedrichshain-Kreuzberg ist ein in den 1880er Jahren errichtetes Feuerwehrdepot, das bis 1965 bestimmungsgemäß benutzt wurde. Danach wurde es zu einem Museum umfunktioniert. Seit 1998 dient das Haus zwei neu gegründeten Kultureinrichtungen: dem Jugendclub Feuerwache (nördlicher Eingang links) und dem Kulturhaus alte feuerwache Friedrichshain (südlicher rechts).

## Lage
Das Bauwerk befindet sich der Marchlewskistraße 6 (bis 1950 Memeler Straße 39). Das Depot hatte zur Memeler Straße eine direkte Ein- und Ausfahrt. Seine Hauptachse ist in Nord-Süd-Richtung (mit etwa 10 Grad Abweichung) orientiert. Weil die Straße bei der Neubebauung der (heutigen) Karl-Marx-Allee zur Sackgasse wurde, steht das Haus nun auf einer kleinen Verkehrsinsel. Der Südgiebel zeigt zur Hildegard-Jadamowitz-Straße.

## Geschichte der Feuerlöscheinrichtung
Das 1884 fertiggestellte Bauwerk befand sich im Eigentum des Berliner Magistrats und stand unter Leitung eines Feuerwehrmanns (1890) oder eines Brandmeisters (1892). Es war Dienstgebäude des 52. Polizeireviers und Standort der Berliner Berufsfeuerwehr mit Unterkunft für und Personal (ein Polizeileutnant und zwei Oberfeuerwehrmänner) und Depot für fahrbare Handdruckspritzen, Maschinenleitern, Wasserwagen. Die mobilen Löschgeräte wurden von Pferden (wie es auf historischen Fotos erkennbar ist) gezogen, für die es auf dem Hof Ställe gegeben haben muss und Tierpfleger.
Im Jahr 1900 enthält das Berliner Adressbuch folgende Angaben zu der Feuerwache: Eigentümer Stadt Berlin, Verwaltung durch Kgl. Pol. Präsid., Abth. f. Feuerwehr, Bur. d. 52. Pol. Rev., Feuerwache. – Im Haus wohnten ein Oberfeuerwehrmann, ein Polizeileutnant, ein Maschinist, ein Brandmeister.
Zwischen 1910 und 1943 veränderte sich an der Nutzung nicht viel, lediglich die Anzahl der einwohnenden Dienstmänner und die Bezeichnung der Feuerwache variierte:
- 1920: Feuerwache, drei Personen, Leiter ein Obermaschinist[4]
- 1930: Feuerwache, Zug 31, zwei Mann Personal[5]
- 1936: Feuerwache Memel, Zug 31, besetzt mit zwei Personen[6]
- 1943: Feuerwache Memel, Zug 31, besetzt mit zwei Oberleutnants der Feuer-Schutz-Polizei (F.Sch.Pol.)[7]

Seit 1922 gab es bei der Berliner Feuerwehr keine Pferde mehr im Einsatzbetrieb. So präsentiert sich der Löschzug auf einer historischen Postkarte von 1926 (Archiv Klaus Dietz) vor der Feuerwache Memel motorisiert. – In dem Friedrichshain-Buch Der Berliner Osten von 1930 heißt es stolz: „Über die hervorragende technische Entwicklung und den jetzigen Stand der Feuerwehr kann sich jeder Bewohner des Berliner Ostens durch eine Besichtigung der Feuerwehr Memeler Straße 39 (Alexander 5422) unterrichten.“
1945, zum Ende des Zweiten Weltkrieges wurde das Gebäude der Feuerwache durch Brandbomben so stark beschädigt, dass nach dem Krieg nur noch das Erdgeschoss mit der historischen Backsteinfassade und den charakteristischen rundbogigen Wagenausfahrten erhalten blieben. Es war vorerst nicht benutzbar.
Außerdem wurde die gesamte Stadtverwaltung umgestellt, alle Bezirksfeuerwehren unterstanden nun dem Zentralamt der Feuerwehr mit einem Oberbranddirektor an der Spitze; sie wurden untergliedert in Brandschutzämter (Bda.), Berufsfeuerwachen (B.Fw.) und Freiwillige Feuerwehr (Frw.-Fw.). In Friedrichshain gab es 1946 nur in der Reichenberger Straße 66 eine B.-Fw.
Feuerwehreinrichtungen von Ost-Berlin gehörten in der DDR-Zeit zur Volkspolizei Berlin, die Feuerwehren wurden unterschieden in Brandschutzämter und Berufsfeuerwachen sowie in Freiwillige Feuerwachen. Das reparierte Feuerwehrdepot bekam den Namen Feuerwehrstützpunkt Weberwiese und mit der Straßenumbenennung trug sie jetzt die Adresse Marchlewskistraße 6. An gleicher Stelle wurde auch das Brandschutzamt Friedrichshain eingerichtet. Die Wache Weberwiese diente ihrem Zweck noch bis 1956. 
Die Berufsfeuerwehr Friedrichshain bezog nun einen neu errichteten Stützpunkt in der Rüdersdorfer Straße 56–58, wo auch die entsprechende Verwaltung eingerichtet wurde. Das frühere Depot in der Marchlewskistraße diente nach längeren Umbauarbeiten als Heimatmuseum Friedrichshain.

## Geschichte des Bauwerks
Der Stadtbaurat Hermann Blankenstein hat sich um die kommunalen Bauten für die Stadt Berlin große Verdienste erworben: für Schulbauten, Markthallen und – wie hier – auch für die Feuerwehr hat er mit seinen Mitarbeitern stetig neue Bauten entworfen, die die örtlichen Besonderheiten berücksichtigten, preisgünstig zu errichten waren, die geforderte Funktion gut erfüllten und trotzdem eine abwechslungsreiche Gestaltung erhielten.
Für das Baugrundstück in der damaligen Memeler Straße 39 sahen die Pläne einen kompakten Bau im Neorenaissance-Stil vor, der aus Ziegelsteinen errichtet werden konnte und mit foten und gelben Klinkern verblendet wurde. Dazu kamen dezente Reliefstreifen aus Terrakotta. Im Jahr 1884 wurde die Feuerwache in Betrieb genommen. 
Die nach dem Zweiten Weltkrieg stehengebliebenen Teile der Feuerwache in der Memeler Straße wurden repariert und mit einem einfachen ziegelgedeckten Notdach versehen, sie konnten ab circa 1948 wieder als Stützpunkt für die Friedrichshainer Berufsfeuerwache benutzt werden.
Das Gebäude diente ab 1955 der benachbarten Möbelfabrik VEB Edelholzbau Berlin (Fruchtstraße 37, später Straße der Pariser Kommune) als Lagerraum und Furnierwerkstatt. Für die neue Nutzung wurde die ehemalige Feuerwache 1955/1956 umgebaut. In der früheren Wagenhalle erhielten Maschinen für den Furnierzuschnitt einen neuen Platz – Furniersäge und Schlagschere. Später kam eine zweite noch größere Schlagschere hinzu, für die eine Säule entfernt werden musste. Im westlichen Parterre wurde geklebt.
Die Zugänge zur Marchlewskistraße wurden geschlossen. Der Zugang erfolgte über das Fabrikgelände von der Fruchtstraße aus bzw. durch ein Tor an der Hildegard-Jadamowitz-Straße zum Hof der früheren Feuerwache.
Die Bildung des Kombinats intercor VEB Inneneinrichtungskombinat Berlin, zu dem auch der VEB Edelholzbau Berlin gehörte, führte dazu, dass 1969 der Furnierzuschnitt der Kombinatsbetriebe in der alten Feuerwache zusammengelegt wurde.
Mit dem Umzug des Kombinats nach Marzahn nach dem Mauerfall 1989/90 wurden die Standort Straße der Pariser Kommune 37 und Alte Feuerwache aufgegeben.

## Beschreibung

### Feuerwache Memel
Der dreigeschossige Klinkerverblendbau mit fünf Einfahrtstoren
Viele Fotos zeigen nur vier Tore der Wagenhalle, und in vielen Publikationen ist auch nur von vier Toren die Rede, z. B. auch in den Informationen des Berliner Denkmalamts; das fünfte ist für die Fassadengliederung aber von Bedeutung.

### Wie eine Berliner Feuerwache im Jahr 1896 aussah
In dem Buch Berlin und seine Bauten, Teil II von 1896 findet sich im Abschnitt VII Gebäude der Berliner Gemeindeverwaltung folgende prinzipielle Beschreibung:
„Die wesentlichsten Räume jeder Feuerwache sind: die Remisen für die stets bereit stehenden Fahrzeuge mit Einfahrtstoren direkt an der Straße; die Ställe, in denen die Pferde fortwährend angeschirrt stehen; die Wachtlokale für die Mannschaften, die zur Zeit noch größtenteils aus einem gemeinschaftlichen Wacht- und Schlafraum bestehen, deren Trennung aber für die Zukunft angestrebt wird, und endlich die Dienstwohnungen für die Brand-Inspektoren bzw. Brandmeister sowie für die Feldwebel und Oberfeuerwehrmänner… Ferner sind noch in jeder Zugwache nach Möglichkeit vorhanden: Werkstätten für kleinere Schlosser- und Tischlerarbeiten, besondere Fahrerstuben, Baderäume für die Mannschaften, besondere Futtergelasse und offene Holzschuppen zum besseren Trocknen der Streu…“ (Die Rechtschreibung wurde dem heutigen Gebrauch angepasst.)

### Nach dem Jahr 1945
Das Haus erhielt 1946 ein Notdach und wurde 1948–1955 als Feuerwehrstützpunkt Weberwiese genutzt. Mit Eröffnung der neuen Feuerwache Friedrichshain in der Rüdersdorfer Straße wurde der Betrieb eingestellt.

### Bauwerksbeschreibung
Die historische Feuerwache war ein dreigeschossiges siebenachsiges Backsteingebäude in den für Berliner Kommunalbauten um die Wende vom 19. zum 20. Jahrhundert typischen gelb-roten unverputzten Fassaden mit dezenten Terrakottareliefs im Stil der Neorenaissance. Sie zählte zu den acht Feuerwachen, für deren Gestaltung der damalige Berliner Stadtbaurat Hermann Blankenstein verantwortlich war. Es handelte sich um eine Trabantenwache der zweiten Generation, die nach der Gründung der Berliner Berufsfeuerwehr die fünf zentralen Wachen ergänzten.
Der früher zum Depot gehörende Hofbereich existiert nicht mehr. Linksseitig schloss sich an das Gebäude ursprünglich ein schmales Werkstatt- und Stallgebäude an. Darin wohnten auch der Oberfeuerwehrmann sowie Kutscher und Schirrmeister. Später befanden sich links ein Schlauch- und Gerätehaus mit Wendeltreppe und rechts im Hof eine Werkstatt in einer Bretterhütte.
Anstelle des früheren Hofbereiches wurde nach den Umbauarbeiten der 1990er Jahre der neu gestaltete Eingang zum Kulturhaus gebaut. Dieser führt in einen Durchgang, von dem aus links der Projektraum (früher Wagenhalle), rechts das Treppenhaus und geradezu das Gelände hinter dem Gebäude (früher Hof) erreichbar sind. Bei den Umgestaltungen wurden die noch erhaltenen hölzernen Remisentore gegen Flügeltüren mit eingepasstem opakem Glas eingebaut.
Das Gebäude wurde 1995–1998 durch die Architekten Wörle & Partner (München) umgebaut und dabei wieder auf die ursprüngliche Höhe von drei Etagen aufgestockt. Die Fassade der ersten und zweiten Etage ist mit hellen Großkacheln verkleidet, und das neue Dach ist als Tonnengewölbe ausgeführt. So erhält das Bauwerk von weitem das Aussehen eines Eisenbahnwagens.

### Nutzung seit 1998

#### Überblick
Nach der Wende und dem Mauerfall, 1995–1998, ließ die neue Bezirksverwaltung das Gebäude sanieren und wieder auf drei Etagen aufstocken; es diente nach seiner feierliche Eröffnung am 5. September 1998 dann als Kulturhaus mit dem Namen alte feuerwache und erinnert damit an die frühere Funktion des Hausest. Hier finden seither Ausstellungen, Veranstaltungen, Kurse und Projekte statt, dazu gehören ein Ausstellungs- und Projektraum und die studiobühne in der zweiten Etage. Das Kulturhaus gehört zum Fachbereich Kultur und Geschichte des Bezirksamtes Friedrichshain-Kreuzberg und unterhält in den Räumen auch weitere kleine Kulturprojekte, manche auch nur zeitweilig. 

#### Einige ausgewählte Nutzer und Projekte
- Jugendclub Feuerwache in der ersten Etage mit einem vielfältigen Programm für Kinder und Jugendliche ab 12 Jahren,
- Kulturamt Friedrichshain ab 1998 mit seinem Amt für Weiterbildung und Kultur in der zweiten Etage, inzwischen befindet sich hier die Hausverwaltung,
- Das Theater Schmales Handtuch, vorher in der Frankfurter Allee 91 nutzt den großen Saal in der zweiten Etage; 2003 in studiobühne umbenannt. Hier finden Theater- und Tanzaufführungen, Musikveranstaltungen und Lesungen für Kinder und Erwachsene statt.
- Die Kreativwerkstatt Glatzkasten aus der Glatzer Straße erhielt 1998 zur zeitlich befristeten Nutzung einen Raum in der ersten Etage.
- Ein bei der Einweihung des Kulturhauses eröffnetes Café, dekoriert mit Utensilien der Feuerwehr, besteht seit den 2010er Jahren nicht mehr.
- Der Kommunale Kunstverleih zog 2001 in die Wagenhalle im Erdgeschoss; im Jahr 2003 durch den projektraum ersetzt. Er wurde am 16. Januar 2003 mit der Fotoausstellung von Lutz Körner gestern und heute – Wandlungen in Friedrichshain eröffnet und bietet eine Plattform für lokale und Berliner Künstlerinnen und Künstler, zeigt Ausstellungen zu soziokulturellen Themen und Projekte der kulturellen Bildung.[20]

Vom 20. Januar bis 10. März 2024 gab es u. a. die Ausstellung Human Habitats im Projektraum mit Malereien und Installationen von Julius Weiland und Anna Borgman.
- Der Jugendclub Tabu (früher Gubener Straße 5) gestaltete sich in der ersten Etage der Alten Feuerwache Räume und zog als Jugendclub Feuerwache im September 1998 ein. Seit 2005 stehen ihm alle Räume der ersten Etage zur Verfügung, wo z. B. ein Tanzraum und ein Tonstudio neu eingerichtet werden konnten.
- Im September 2018 wurde aus Anlass des 20-jährigen Bestehens des Hauses eine Treppenhaus-Galerie mit historischen, zum Teil großformatigen Bildern zur Geschichte der Alten Feuerwache eröffnet.[22] Und insgesamt wurde zehn Tage lang gefeiert.[23]

#### Heimatmuseum Friedrichshain
Das in den 1980er Jahren in der Bersarinstraße 68 (Erdgeschoss) als Heimatgeschichtliches Kabinett entstandene und ab 1991 im Hochhaus Lichtenberger Straße 41 (Erdgeschoss) gelegene Heimatmuseum Friedrichshain erhielt in der ersten Etage Archivräume für seine Sammlung und die historische Wagenhalle im Erdgeschoss als Ausstellungsraum.
Die Leiterin des Heimatmuseums Friedrichshain Heike Abraham (später Heike Naumann) und ihre Mitarbeiterin Katrin Müller skizzierten 1991 die Entstehungsgeschichte: „Erst im Hinblick auf die bevorstehende 750-Jahrfeier (Berlins) erwachte das Geschichtsbewusstsein. Man bemühte sich forciert um die Einrichtung eines Heimatgeschichtlichen Kabinetts. Den Grundstock bildete eine Sammlung diverser Dokumente, Bücher und Fotos, die von einem Schuldirektor in den 60-er Jahren zusammengetragen worden waren. Diese Sammlung war jahrelang im Keller des Schulhauses in der Pettenkoferstraße untergebracht. 1983 verlagerte man sie in die Bersarinstraße 68, wo in den folgenden Jahren das Heimatgeschichtliche Kabinett entstand... Aufgrund der geringen Fläche, die in der Bersarinstraße zur Verfügung stand, waren auch die Ausstellungsmöglichkeiten begrenzt. Ganz andere Chancen bieten sich seit Dezember 1990, denn nun stehen dem Heimatmuseum neue Räumlichkeiten zur Verfügung: in der Lichtenberger Straße, nahe der Jannowitzbrücke... im Erdgeschoss eines Hochhauses mitten in einem Neubaugebiet...“.
Und das war ihre Vision für die Zukunft: „Zwar stehen dem Heimatmuseum jetzt weitaus mehr Ausstellungs- und Arbeitsfläche zur Verfügung (insgesamt ca. 150 m²), jedoch kann das noch nicht als endgültige Lösung angesehen werden. Besser untergebracht wäre das Museum in einem Gebäude, das von sich aus Friedrichshainer Geschichte verkörpert...“ Diese Vision erfüllte sich für sie dann mit dem Einzug des Heimatmuseums in ehemalige Feuerwache 1998.
In den folgenden Jahren wurden hier wechselnde Ausstellungen gezeigt. Zu einigen erschienen begleitende Broschüren. Die Eröffnungsausstellung präsentierte Friedrichshainer Brauereigeschichte. Es folgten bis zum Komplettumzug in das Kreuzbergmuseum (Adalbertstraße 95a), der 2004 abgeschlossen war:
- 1999: Die East-Side-Gallery
- 2000: Friedrichshainer Siedlungs- und Stadtgeschichte
- 2001: Auf Wasser und Schienen – Friedrichshainer Verkehrswege
- (noch) 2001: Helen Ernst – Stationen einer Künstlerin
- 2002: Verschwundenes Friedrichshain – Bauten und Denkmale im Berliner Osten.

Ein wichtiger Berater und Autor war der auch durch Veröffentlichungen zur Berliner Geschichte bekannte Heimatforscher Jan-Michael Feustel.